# 베흐누슈 타바타바이
베흐누슈 타바타바이(페르시아어: بهنوش طباطبایی, 영어: Behnoosh Tabatabaei, 1981년 5월 17일 ~ )는 이란의 배우이다.